# Albert Bonzano
Albert Bonzano, né le 2 mars 1905 dans le 17e arrondissement de Paris et mort le 13 août 1985 à Clichy, est un rameur d'aviron français. En 1948, il fonde à Port-Marly le Rowing Club de Port-Marly dont il est le président de 1948 à 1979.

## Carrière
Albert Bonzano remporte la médaille d'or en huit aux Championnats d'Europe d'aviron 1931 à Paris.
Il dispute les Jeux olympiques d'été de 1924 à Paris, où il termine quatrième de la finale du quatre sans barreur et fait partie de la délégation française aux Jeux olympiques d'été de 1928 à Amsterdam.